# لويس دوشان
لويس دوشان (بالفرنسية: Louis Duchesne)‏ هو كاهن كاثوليكي وبروفيسور ومؤرخ فرنسي، ولد في 13 سبتمبر 1843 في Saint-Servan ‏ في فرنسا، وتوفي في 21 أبريل 1922 في روما في إيطاليا.

## وصلات خارجية
- لويس دوشان على موقع الموسوعة البريطانية (الإنجليزية)